# Opona Národního divadla
Jako opona Národního divadla v Praze se označuje zejména rozměrná malba malíře Vojtěcha Hynaise z roku 1883. Vznikla jako náhrada za oponu Františka Ženíška, která padla za oběť požáru divadla v roce 1881.

## Historie

### Původní Ženíškova opona
Soutěž na oponu Národního divadla vyhrál v roce 1880 malíř František Ženíšek. V jeho verzi byla ústřední alegorie umění, postava Génia byla ze stran obklopena alegoriemi Hudby a Dramatu. Ze stran a dole hlavní výjev lemovaly další motivy.
Opona byla zničena při požáru 12. srpna 1881, který způsobil částečnou zkázu divadla. Zatímco výzdoba stropu pocházející také z Ženíškovy ruky, tj. alegorie druhů umění umístěné kolem lustru nad hledištěm, v divadle po přestavbě zůstala, oponu nahradila nová vybraná na základě nové umělecké soutěže. Do té se už Ženíšek pro svou zaneprázdněnost nezapojil, na vině ale mohly být i spory o výši honoráře.

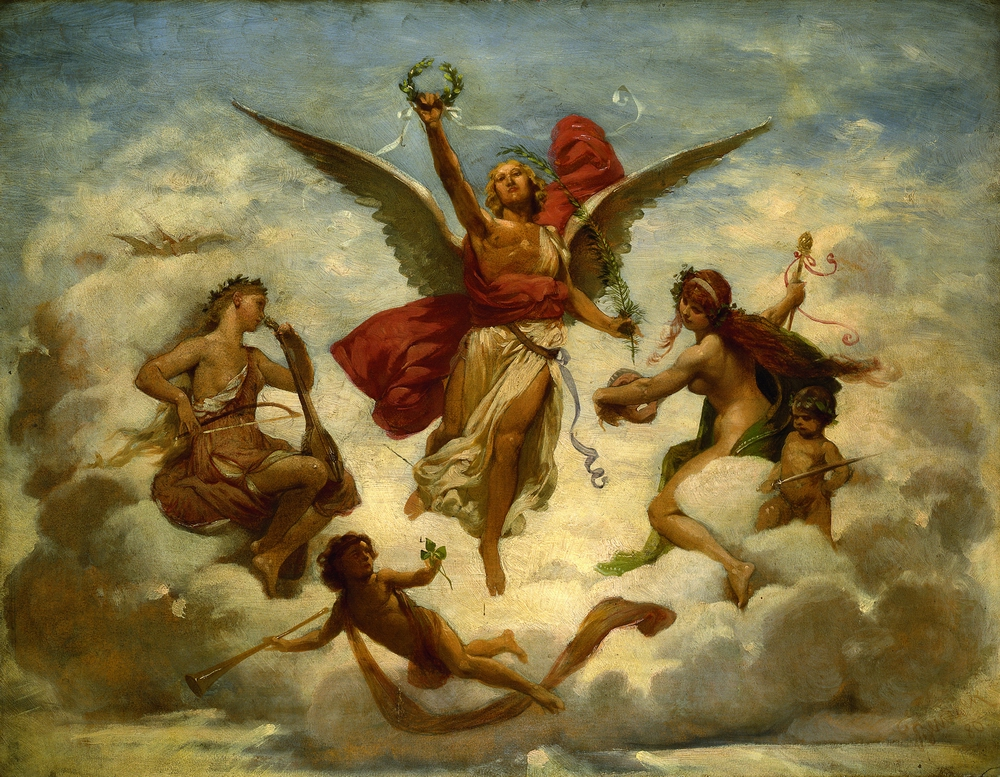
Původní opona Národního divadla od Františka Ženíška

Po zničené oponě zůstaly jen ojedinělé fotografie a po jednom návrhu a studii, které jsou nyní uchované ve sbírkách Muzea hlavního města Prahy, resp. Národní galerie.

### Hynaisova opona
Vítězem nové soutěže se stal Vojtěch Hynais. Ve svém díle zdůraznil překonání zdrcujícího dopadu požáru na český národ a obnovu divadla. 
Než se Hynais pustil do práce, vyžádal si Ženíškův souhlas. Návrh vypracoval ještě v Paříži, ale plátno samotné vytvořil se třemi pomocníky v Praze. Přestože byl jeho návrh vybrán jako vítězný, s definitivní podobou malíř narazil. Komise odmítla její mírnou šedavou barevnost, neslovansky štíhlé postavy i jejich oblečení. Hynais dostal úkol oponu přepracovat. Než k tomu ale došlo, musela už být do divadla instalována – a již nikdy nebyla sňata, zároveň ale nikdy nebyla zadavateli schválena. Mezi prvními autoritami výtvarného umění, které Hynaisovu oponu přijaly, byl profesor dějin umění Václav Vilém Štech.
Opona byla několikrát rekonstruována. V osmdesátých letech 20. století probíhala v době celkové rekonstrukce historické budovy Národního divadla obnova opony v barrandovských filmových studiích, a to péčí akademických malířů Jana Hály a Františka Sedláka. V roce 2009 byla opravena znovu po třiceti letech nákladem zhruba jednoho milionu korun, který poskytla podnikatelka a mecenáška Dadja Altenburg-Kohlová.
Opona je chráněna jako národní kulturní památka České republiky.

## Vzhled opony
Hynais do centra obrazu umístil ženské postavy, kolem kterých rozmístil postavy dárců, řemeslníků a umělců. Výklad centrální skupiny se různí. Může jít o symbol všeho Slovanstva Slávii, nebo též o alegorii jednotlivých dramatických žánrů – tragédie, komedie a frašky.
Jako model pro postavy obrazu sloužili mnozí Hynaisovi známí. Vznášející se postavu Génia (někdy též Slávy Čechie) maloval Hynais podle malířky Marie „Suzanne“ Valadonové, postavu sedící Slávie podle manželky jeho přítele Oskara Rexe. Plavovlasý mladík hledící před levým sloupem vzhůru má podobu Hynaisova intimního přítele malíře Václava Sochora. Dalšími modely a vzory byli též Hynaisovi přátelé Karbowsky, Desrivières a doktor Rachet či manželka malíře Eugena Jettela.
Opona má plochu přibližně 140 metrů čtverečních a váží 180 kg. Budí dojem gobelínu, ale jde o olejomalbu.

## Protipožární a provozní opona
Kromě ozdobné Hynaisovy opony jsou v historické budově Národního divadla ještě další dvě, které oddělují jeviště od hlediště. Do doby půl hodiny před představením je spuštěná protipožární železná opona, pro provoz při představení slouží ručně ovládaná opona z tmavě červeného sametu.